# Virmond
Virmond là một đô thị thuộc bang Paraná, Brasil. Đô thị này có diện tích 243,176 km², dân số năm 2007 là 4163 người, mật độ 17,4 người/km².